# Liste de romans sur l'Égypte antique classés par titres
Cet article contient une liste de romans sur l'Égypte antique classés par titres.
- Akhenaton l'hérétique, Alain Darne, (roman), Le Livre de Poche, no 15009
- Barrage sur le Nil, Christian Jacq, (roman contemporain), Pocket, no 4451/6
- Champollion l’Égyptien, Christian Jacq, (roman biographie), Pocket, no 2850/
- Champollion, une vie de lumière, Jean Lacouture, (roman biographie), Le Livre de Poche, no 6995/5
- Cléopâtre, reine du Nil, Michel Peyramaure, (roman), Pocket, no 10447/6
- Dérives sur le Nil, Naguib Mahfouz, (roman contemporain), Folio, no 2311/2
- Du sang sur le Nil, Emmanuel et Pascal Louvet, (roman policier), Éditions Charles Corlet
- Hatshespout, Florence Ferrari, Éditions Charles Corlet
- Horus. La proie de l'or, Sylvie Barbaroux, (roman policier)
- Imhotep, Pierre Montlaur, (roman contemporain), J'ai Lu, 1986
- La Cité de la mer, Anton Gill, (roman policier), 10/18. Grands Détectives, no 3046/5
- La Cité de l'horizon, Anton Gill, (roman policier), 10/18 Grands Détectives, no 2568/5
- La Cité des mensonges, Anton Gill, (roman policier), 10/18. Grands Détectives, no 2786/4
- La Cité des morts, Anton Gill, (roman policier), 10/18. Grands Détectives, no 2730/5
- La Cité des rêves, Anton Gill, (roman policier), 10/18. Grands Détectives, no 2663/5
- La Cité du désir, Anton Gill, (roman policier), 10/18. Grands Détectives, no 2977/6
- La Dame du Nil, Pauline Gedge, (roman historique), J'Ai Lu, no 2590/6
- La Déesse Hippopotame, Elizabeth Peters, (roman policier)
- La Fabuleuse Découverte de la tombe de Toutankhamon, Howard Carter, (roman contemporain), J'ai lu, no 5096/G, Édition illustrée
- La Fortune d'Alexandrie, Gérald Messadié, (roman policier), Le Livre de Poche
- La Fortune d'Alexandrie, Gérald Messadié, JC Lattès, 1996
- Le Labyrinthe de Pharaon, Serge Brussolo
- La Main droite d’Amon, Lauren Haney, (roman policier), 10/18 Grands Détectives, no 3386/6.
- La Malédiction de Râ, Naguib Mahfouz, (roman), Le Livre de Poche Biblio, no 3343/LP9
- La Malédiction des pharaons, Tom Holland, (roman contemporain), coll. « Pocket Terreur », no 9255/7
- La Malédiction des pharaons., Elizabeth Peters, (roman policier), Le Livre de Poche, no 14479/9
- La Malédiction d’Imhotep, Philipp Vandenberg, (roman contemporain), Le Livre de Poche, no 14967/13
- La Momie, Anne Rice, (fiction), Pocket, no 9076/9
- La mort n'est pas une fin, Agatha Christie, (roman policier), Le club des masques, no 90
- La Morte amoureuse, Avatar et autres récits fantastiques, Théophile Gautier, (roman), Folio classique, no 1316/4
- La Onzième Plaie d’Égypte, Elizabeth Peters, (roman policier), Le Livre de Poche, no 14708/10
- Orages sur le Nil vol.1 L'œil de Néfertiti, Gérald Messadié, (roman historique), L'Archipel, 2004
- Orages sur le Nil vol.2 Les masques de Toutankamon, Gérald Messadié, (roman historique), L'Archipel, 2004
- Orages sur le Nil vol.3 Le triomphe de Seth, Gérald Messadié, (roman historique), L'Archipel, 2004
- La Pharaonne : La Princesse de Thèbes, Violaine Vanoyeke, (roman), Le Livre de Poche, no 14777
- La Pharaonne : Le Pschent royal, Violaine Vanoyeke, (roman), Le Livre de Poche, no 14850
- La Pharaonne : Le Voyage d’éternité, Violaine Vanoyeke, (roman), Le Livre de Poche, no 14912
- La Pierre de lumière : La Femme sage, Christian Jacq, (roman), Pocket, no 10955/8
- La Pierre de lumière : La Place de vérité, Christian Jacq, (roman)
- La Pierre de lumière : Néfer le Silencieux, Christian Jacq, (roman), Pocket, no 10954/8
- La Pierre de lumière : Paneb l’ardent, Christian Jacq, (roman), Pocket, no 10956/8
- La Place d'Anubis, Lynda S. Robinson, (roman), coll. « Labyrinthes » no 38/L2
- La Première Pyramide : La Cité sacrée d’Imhotep, Bernard Simonay, (roman), Folio, no 3194/13
- La Première Pyramide : La Jeunesse de Djoser, Bernard Simonay, (roman), Folio, no 3193/13
- La Première Pyramide : La Lumière d’Horus, Bernard Simonay, (roman), Folio, no 3370/13
- Les Prisonnières de Pharaon, Serge Brussolo
- La Pyramide, Ismail Kadaré, (roman), Le Livre de Poche, no 13590/4
- La Reine soleil, Christian Jacq, (roman historique), Pocket, no 3432/6
- La Vengeance du scorpion, Pauline Gedge, (roman), Le Livre de Poche, no 14426/9
- La Belle-est-venu, Jacques Sadoul, (fiction), J'Ai Lu, no 3232/4
- L’Affaire Toutankhamon, Christian Jacq, (roman biographie), Pocket, no 4609/7
- L’Agent de Pharaon, Lynda S. Robinson, (roman), coll. « Labyrinthes » no 30/L3
- Le Dernier Pharaon. Méhémet-Ali. 1770-1849, Gilbert Sinoué, (roman contemporain), J'ai lu, no 5097/N
- Le Fleuve Dieu, Wilbur Smith (Biographies d'époque), Pocket, no 10014/9
- Le Juge d’Égypte : La Justice du vizir, Christian Jacq, (roman), Pocket, no 4371/6
- Le Juge d’Égypte : La Loi du désert, Christian Jacq, (roman), Pocket, no 4279/6
- Le Juge d’Égypte : La Pyramide assassinée, Christian Jacq, (roman), Pocket, no 4189/6
- Le Maître d’Anubis, Elizabeth Peters, (roman policier)
- Le Mystère du sarcophage, Elizabeth Peters, (roman policier), Le Livre de Poche, no 14438/9
- Le Pharaon maudit, Toutankhamon, Danièle Calvo Platero, (roman policier)
- Le Pharaon noir, Christian Jacq, (roman), Pocket, no 10475/6
- Le Prêtre d’Amon, Guy Rachet, (roman), Le Livre de Poche, no 13957/9
- Le Roman de la momie, Théophile Gautier, (roman), Maxi-Poche, Classique Français
- Le Roman de la momie, Théophile Gautier, (roman), Le Livre de Poche, no 6099/6
- Le Roman de la momie, Théophile Gautier, (roman), Folio classique, no 1718/3
- Le Roman de la momie, Théophile Gautier, (roman), Librio, no 81
- Le Roman de la momie et autres récits antiques, Théophile Gautier, (roman), Presses Pocket, no 6049/6
- Le Roman des pyramides : Khéops et la pyramide du Soleil, Guy Rachet, (roman), Le Livre de Poche, no 14526/9
- Le Roman des pyramides : Khéops, le rêve de pierre, Guy Rachet, (roman), Le Livre de Poche, no 14627/9
- Le Roman des pyramides : Khéphren et Didoufri, la pyramide inachevée, Guy Rachet, (roman), Le Livre de Poche, no 14713
- Le Roman des pyramides : Khéphren et la pyramide du Sphinx, Guy Rachet, (roman), Le Livre de Poche, no 14869/10
- Le Roman des pyramides : Mykérinos et la pyramide divine, Guy Rachet, (roman), Le Livre de Poche, no 14955/9
- Le Scorpion du Nil, Pauline Gedge, (roman), Le Livre de Poche, no 13948/12
- Le Secret d’Amon-Râ, Elizabeth Peters, (roman policier), Le Livre de Poche, no 14539/
- Le Secret des bâtisseurs des grandes pyramides : La Fabuleuse Histoire de Khéops, Georges Goyon, (roman), J'ai lu, no 5226/K., Édition illustrée
- Le secret du Fayoum, Sylvie Barbaroux, (roman)
- Le Secret du pharaon, Violaine Vanoyeke, (roman), Pocket, no 10218/5
- Le Secret du pharaon : Le Trésor de la reine-cobra, Violaine Vanoyeke, (roman), Pocket, no 10845/4B
- Le Secret du pharaon : Une mystérieuse égyptienne, Violaine Vanoyeke, (roman), Pocket, no 10844/4B
- Le Septième Papyrus, Wilbur Smith, (roman contemporain), no 10156/10
- Le Tombeau de Saqqarah, Pauline Gedge, (roman), Le Livre de Poche, no 9584/9
- Le Visage de Maât, Lauren Haney, (roman policier), 10/18 Grands Détectives, no 3387/6.
- Les Chemins de Pharaon, Serge Ferand, (roman), Éditions du Rocher
- Les Enfants du Soleil, Pauline Gedge, (roman historique), Le Livre de Poche, no 13757/9
- Les Enfants du Soleil, Pauline Gedge, (roman historique), J'Ai Lu, no 2182/5
- Les Géants du Nil, Gérard Hamelin, (roman historique)
- Les Histoires d’amour des pharaons, Violaine Vanoyeke, (roman), Le Livre de Poche, no 14592/7
- Les Histoires d’amour des pharaons (tome 2), Violaine Vanoyeke, (roman), Le Livre de Poche, no 14985/7
- Les Livres de sagesses des pharaons, Elisabeth Laffont, (roman), Folio histoire, no 87
- Les Mémoires de Cléopâtre : La Fille d’Isis, Margaret George, (roman), Le Livre de Poche, no 14952
- Les Mémoires de Cléopâtre : La Morsure du serpent, Margaret George, (roman), Le Livre de Poche
- Les Mémoires de Cléopâtre : Sous le signe d’Aphrodite, Margaret George, (roman), Le Livre de Poche, no 15004
- Les Rêves de Néfertiti, Michelle Moran, (roman)
- Les Soleils de Néfertari, Michelle Moran, (roman), J'ai Lu, no 9290
- Les Thébaines : De roche et d’argile, Jocelyne Godard, (roman), Le Livre de Poche, no 14909
- Les Thébaines : La Couronne insolente, Jocelyne Godard, (roman), Le Livre de Poche, no 14886/10
- Les Thébaines : La Seconde Épouse, Jocelyne Godard, (roman), Le Livre de Poche, no 15271
- Les Thébaines : Les Dieux indélicats. , Jocelyne Godard, (roman)
- Les Thébaines : L’Ombre du prince, Jocelyne Godard, (roman), Le Livre de Poche, no 15180
- Les Thébaines : Vents et parfums, Jocelyne Godard, (roman), Le Livre de Poche, no 14956/9
- Les Vergers d’Osiris, Guy Rachet, (Biographies d'époque), J'Ai Lu, no 2819/6
- L’Inimitable, Irène Frain, (roman), Le Livre de Poche, no 14668/14
- L’Ombre de Sethos, Elizabeth Peters, (roman policier)
- Maître Hiram et le roi Salomon, Christian Jacq, (roman), Pocket, no 3451/5
- Mort sur le Nil, Agatha Christie, (roman policier), Le Livre de Poche Policier, no 5632/4
- La Morte amoureuse et autres nouvelles fantastiques, Théophile Gautier, (roman), Librio, no 263
- Néfertiti, Guy Rachet, (roman), Le Livre de Poche, no 14428/9
- Néfertiti, Jacqueline Dauxois, (roman); J'ai lu, no 5906
- Néfertiti et le rêve d'Akhnaton, Andrée Chedid, (roman historique), GF, no 516/5.
- Néfertiti, reine du Nil, Jacques Sadoul, (roman historique), J'Ai Lu, no 2348/4
- Pour l’amour de Philaë, Christian Jacq, (roman), Pocket, no 3752/6
- Pour l’amour d'Osiris, Sylvie Barbaroux, (roman historique)
- Ramsès II, la véritable histoire, Christiane Desroches Noblecourt, (roman biographie), Le livre de poche, no 14331/12
- Ramsès : La Bataille de Kadesh, Christian Jacq, (roman), Pocket, no 10106/6
- Ramsès : La Dame d’Abou Simbel, Christian Jacq, (roman), Pocket, no 10107
- Ramsès : Le Fils de la lumière, Christian Jacq, (roman), Pocket, no 10104/6
- Ramsès : Le Temple des millions d’années, Christian Jacq, (roman), Pocket, no 10105/6
- Ramsès : Sous l’acacia d’Occident, Christian Jacq, (roman), Pocket, no 10108
- Sahti, femme noire du Nil, Brigitte Riebe
- Seigneurs des Deux Terres : La Route d’Horus, Pauline Gedge, (roman), Le Livre de Poche, no 15075/11
- Seigneurs des Deux Terres : Les Chevaux du fleuve, Pauline Gedge, (roman), Le Livre de Poche, no 14773
- Seigneurs des Deux Terres : L’Oasis, Pauline Gedge, (roman), Le Livre de Poche, no 15002/10
- Sinouhé l’Égyptien, Mika Waltari, (roman), Folio, no 1297/4
- Sphinx, Robin Cook, (roman policier), Le Livre de Poche Thrillers, no 7582/7
- Sur l’expédition de Bonaparte en Égypte, Vivant Denon & Abdel Rahman El-Gabarti, (roman contemporain), Babel, no 308
- Thoutmosis : Au royaume du sublime, Violaine Vanoyeke, (roman)
- Thoutmosis : Le Rival d’Hatchepsout, Violaine Vanoyeke, (roman), Le Livre de Poche, no 15220
- Thoutmosis : L’Ibis indomptable, Violaine Vanoyeke, (roman)
- Un crocodile sur un banc de sable, Elizabeth Peters, (roman policier), Le Livre de Poche, no 14439/8